# Priser og nomineringer modtaget af Glee
Glee er en amerikansk musical komedie-drama tv-serie, der er blevet sendt på FOX siden d. 19. maj 2009. Serien er blevet nomineret til en række forskellige priser, herunder 32 Emmy Awards (seks sejre), elleve Satellit Awards (fem sejre), ni Golden Globe Awards (fire sejre), 25 Teen Choice Awards (seks sejre), tre Writers Guild of America Awards, og tre Directors Guild of America Awards. Blandt sejrene til serien er en Satellite Award for "Best Television Series – Musical or Comedy", en Screen Actors Guild Award for "Outstanding Performance by an Ensemble in a Comedy Series ", og en People's Choice Award for "Favorite New TV Comedy".
Serien har en rollebesætning og flere forskellige Glee som har fået nomineringer. Jane Lynch, Matthew Morrison, Lea Michele og Chris Colfer har alle vundet Satellite Awards og er blevet nomineret til Golden Globe og Emmy Awards. Lynch er blevet nomineret i atten individuelle tildelinger (vundet otte), som den mest vindene af rollebesætning. Flere besætningsmedlemmer har også været nomineret til priser, bl.a. seriens skaber Ryan Murphy har været nomineret til tre Writers Guild of America Awards og to Directors Guild of America Awards. Pr. november 2012, Glee er blevet nomineret til over 150 priser, hvor serien har vundet mere end 70.

## AfterEllen.com og AfterElton.com Awards
Den homoseksuelle medie website AfterEllen.com and AfterElton.com afholder Lesbian/Bisexual and Gay People's Choice Awards med synligheds Awards for LGBT-miljøet . Priserne er under afstemning på webstederne.
| År   | Award                             | Kategori                          | Nomineret                          | Resultat  | Ref.  |
| ---- | --------------------------------- | --------------------------------- | ---------------------------------- | --------- | ----- |
| 2010 | Lesbian/Bi People's Choice Awards | Favorite Female TV Star (Comedy)  | Jane Lynch                         | Vundet    | [ 1 ] |
| 2010 | Lesbian/Bi People's Choice Awards | Favorite New Show                 | Favorite New Show                  | Vundet    | [ 1 ] |
| 2010 | Lesbian/Bi People's Choice Awards | Favorite Music Duo or Group       | Glee Cast                          | Nomineret | [ 1 ] |
| 2010 | Gay People's Choice Awards        | Favorite New Show                 | Favorite New Show                  | Vundet    | [ 2 ] |
| 2010 | Gay People's Choice Awards        | Favorite Breakout Actor           | Chris Colfer                       | Vundet    | [ 2 ] |
| 2010 | Gay People's Choice Awards        | Favorite Breakout Actress         | Lea Michele                        | Vundet    | [ 2 ] |
| 2010 | Gay People's Choice Awards        | Best Ensemble TV Cast             | Best Ensemble TV Cast              | Vundet    | [ 2 ] |
| 2010 | Gay People's Choice Awards        | Favorite Music Duo or Group       | Glee Cast                          | Vundet    | [ 2 ] |
| 2010 | AfterEllen.com Visibility Awards  | Favorite TV Comedy                | Favorite TV Comedy                 | Vundet    | [ 3 ] |
| 2010 | AfterEllen.com Visibility Awards  | Favorite TV Actress               | Naya Rivera                        | Nomineret | [ 3 ] |
| 2010 | AfterEllen.com Visibility Awards  | Favorite TV Actress               | Jane Lynch                         | Nomineret | [ 3 ] |
| 2010 | AfterEllen.com Visibility Awards  | Favorite Fictional Lesbian Couple | Brittany Pierce and Santana Lopez  | Nomineret | [ 3 ] |
| 2010 | AfterElton.com Visibility Awards  | Favorite TV Comedy                | Favorite TV Comedy                 | Vundet    | [ 4 ] |
| 2010 | AfterElton.com Visibility Awards  | Favorite TV Actor                 | Chris Colfer                       | Vundet    | [ 4 ] |
| 2010 | AfterElton.com Visibility Awards  | Favorite TV Couple                | Kurt Hummel and Blaine Anderson    | Vundet    | [ 4 ] |
| 2010 | AfterElton.com Visibility Awards  | Best Gay Moment of the Year       | Glee's "Teenage Dream" performance | Nomineret | [ 4 ] |
| 2010 | AfterElton.com Visibility Awards  | Favorite Music Video              | Glees "Teenage Dream"              | Nomineret | [ 4 ] |

## Dorian Awards
De Dorian Awards bliver uddelt af Gay and Lesbian Entertainment Critics Association, der blev lanceret af Us Weekly tv-kritiker John Griffiths i 2010. Priserne fik deres navn fra Oscar Wilde's The Portrait of Dorian Gray. Snarere end at fokusere på det homoseksuelle indhold, er de beregnet til at afspejle homoseksuel interesse. I awarden's første år, vandt Glee i tre kategorier. Den vandt i fire kategorier i 2011 med "TV Comedy Performance of the Year" awarden er resultaterne uafgjort mellem Chris Colfer og Jane Lynch .
| År   | Kategori                                      | Nomineret                        | Resultat | Ref.  |
| ---- | --------------------------------------------- | -------------------------------- | -------- | ----- |
| 2010 | TV Musical or Comedy of the Year              | TV Musical or Comedy of the Year | Vundet   | [ 7 ] |
| 2010 | Campy TV Show of the Year                     | Campy TV Show of the Year        | Vundet   | [ 7 ] |
| 2010 | TV Performance of the Year: Musical or Comedy | Jane Lynch                       | Vundet   | [ 7 ] |
| 2011 | TV Musical or Comedy of the Year              | TV Musical or Comedy of the Year | Vundet   | [ 6 ] |
| 2011 | LGBT-Themed TV Show of the Year               | LGBT-Themed TV Show of the Year  | Vundet   | [ 6 ] |
| 2011 | TV Comedy Performance of the Year             | Chris Colfer                     | Vundet   | [ 6 ] |
| 2011 | TV Comedy Performance of the Year             | Jane Lynch                       | Vundet   | [ 6 ] |
| 2011 | We're Wilde About You Rising Star Award       | Darren Criss                     | Vundet   | [ 6 ] |
| 2012 | TV Musical Program of the Year                | TV Musical Program of the Year   | Vundet   | [ 8 ] |

## Emmy Awards

### Primetime Emmy Awards
| År   | Kategori                                          | Nomineret                              | Episode(r)               | Resultat   | Ref.          |
| ---- | ------------------------------------------------- | -------------------------------------- | ------------------------ | ---------- | ------------- |
| 2010 | Outstanding Lead Actor in a Comedy Series         | Matthew Morrison                       | "Mash-Up"                | Nomineret  | [ 9 ]         |
| 2010 | Outstanding Lead Actress in a Comedy Series       | Lea Michele                            | "Sectionals"             | Nomineret¨ | [ 9 ]         |
| 2010 | Outstanding Supporting Actor in a Comedy Series   | Chris Colfer                           | "Laryngitis"             | Nomineret  | [ 9 ]         |
| 2010 | Outstanding Supporting Actress in a Comedy Series | Jane Lynch                             | "The Power of Madonna"   | Vundet     | [ 10 ]        |
| 2010 | Outstanding Guest Actor in a Comedy Series        | Neil Patrick Harris                    | "Dream On"               | Vundet     | [ 11 ]        |
| 2010 | Outstanding Guest Actor in a Comedy Series        | Mike O'Malley                          | "Wheels"                 | Nomineret  | [ 11 ]        |
| 2010 | Outstanding Guest Actress in a Comedy Series      | Kristin Chenoweth                      | "The Rhodes Not Taken"   | Nomineret  | [ 11 ]        |
| 2010 | Outstanding Comedy Series                         | Outstanding Comedy Series              | See below                | Nomineret  | [ 11 ]        |
| 2010 | Outstanding Writing for a Comedy Series           | Ryan Murphy, Brad Falchuk, Ian Brennan | "Pilot" – Director's Cut | Nomineret  | [ 11 ]        |
| 2010 | Outstanding Directing for a Comedy Series         | Ryan Murphy                            | "Pilot" – Director's Cut | Vundet     | [ 11 ]        |
| 2010 | Outstanding Directing for a Comedy Series         | Paris Barclay                          | "Wheels"                 | Nomineret  | [ 11 ]        |
| 2011 | Outstanding Comedy Series                         | Outstanding Comedy Series              | See below                | Nomineret  | [ 12 ]        |
| 2011 | Outstanding Supporting Actor in a Comedy Series   | Chris Colfer                           | "Grilled Cheesus"        | Nomineret  | [ 13 ]        |
| 2011 | Outstanding Supporting Actress in a Comedy Series | Jane Lynch                             | "Funeral"                | Nomineret  | [ 13 ]        |
| 2011 | Outstanding Guest Actress in a Comedy Series      | Kristin Chenoweth                      | "Rumours"                | Nomineret  | [ 13 ] [ 14 ] |
| 2011 | Outstanding Guest Actress in a Comedy Series      | Gwyneth Paltrow                        | "The Substitute"         | Vundet     | [ 13 ] [ 14 ] |
| 2011 | Outstanding Guest Actress in a Comedy Series      | Dot-Marie Jones                        | "Never Been Kissed"      | Nomineret  | [ 13 ] [ 14 ] |
| 2012 | Outstanding Guest Actress in a Comedy Series      | Dot-Marie Jones                        | "Choke"                  | Nomineret  |               |

### Creative Arts Emmy Awards
| År   | Kategori                                                                   | Nomineret | Episode                      | Resultat  | Ref.   |
| ---- | -------------------------------------------------------------------------- | --- | ---------------------------- | --------- | ------ |
| 2010 | Outstanding Art Direction for a Single-Camera Series                       | Mark Hutman, Christopher Brown, Barbara Munch                                                                                   | "Pilot" – Director's Cut     | Nomineret | [ 11 ] |
| 2010 | Outstanding Casting for a Comedy Series                                    | Robert J. Ulrich, Eric Dawson, Jim Carnahan                                                                                     | N/A                          | Nomineret | [ 11 ] |
| 2010 | Outstanding Hairstyling for a Single-Camera Series                         | Lynda K. Walker, Ann Marie Luddy, Michael Ward, Gina Bonacquisti                                                                | "Hairography"                | Nomineret | [ 11 ] |
| 2010 | Outstanding Hairstyling for a Single-Camera Series                         | Stacey K. Black, Mary G. Stultz, Roxanne N. Sutphen, Gina Bonacquisti                                                           | "The Power of Madonna"       | Nomineret | [ 11 ] |
| 2010 | Outstanding Costumes for a Series                                          | Lou A. Eyrich, Marisa Aboitiz                                                                                                   | "The Power of Madonna"       | Nomineret | [ 11 ] |
| 2010 | Outstanding Makeup for a Single-Camera Series (Non-Prosthetic)             | Eryn Krueger Mekash, Kelley Mitchell, Jennifer Greenberg, Robin Neal-Luce, Kelcey Fry, Zoe Haywas                               | "The Power of Madonna"       | Nomineret | [ 11 ] |
| 2010 | Outstanding Makeup for a Single-Camera Series (Non-Prosthetic)             | Eryn Krueger Mekash, Kelley Mitchell, Trent Cotner, Jennifer Greenberg, Mike Mekash                                             | "Theatricality"              | Nomineret | [ 11 ] |
| 2010 | Outstanding Creative Achievement in Interactive Media — Fiction            | Coincident TV, Fox Broadcasting Company, Glee Hyperpromo And Superfan                                                           | N/A                          | Nomineret | [ 11 ] |
| 2010 | Outstanding Sound Mixing for a Comedy or Drama Series (One Hour)           | Phillip W. Palmer, Doug Andham, Joseph H. Earle                                                                                 | "The Power of Madonna"       | Nomineret | [ 11 ] |
| 2011 | Outstanding Casting for a Comedy Series                                    | Robert J. Ulrich and Eric Dawson                                                                                                | N/A                          | Vundet    | [ 14 ] |
| 2011 | Outstanding Costumes for a Series                                          | Lou A. Eyrich and Marisa Aboitiz                                                                                                | "New York"                   | Nomineret | [ 12 ] |
| 2011 | Outstanding Hairstyling for a Single-Camera Series                         | Janis Clark, Sterfon Demings, Monte Haught, Susan Zietlow-Maust and Stacy Black                                                 | "The Sue Sylvester Shuffle"  | Nomineret | [ 12 ] |
| 2011 | Outstanding Prosthetic Makeup for a Series, Miniseries, Movie or a Special | Eryn Krueger Mekash, Jen Greenberg, Kelley Mitchell, Robin Luce, Mike Mekash, Melissa Buell, Christien Tinsley and Hiroshi Yada | "The Sue Sylvester Shuffle"  | Nomineret | [ 12 ] |
| 2011 | Outstanding Makeup for a Single-Camera Series (Non-Prosthetic)             | Eryn Krueger Mekash, Jen Greenberg, Robin Luce and Mike Mekash                                                                  | "The Rocky Horror Glee Show" | Nomineret | [ 12 ] |
| 2011 | Outstanding Sound Mixing for a Comedy or Drama Series (One Hour)           | Phillip W. Palmer, Joseph H. Earle and Doug Andham                                                                              | "The Substitute"             | Nomineret | [ 12 ] |
| 2012 | Outstanding Cinematography for a Single-Camera Series                      | Michael Goi | "Asian F"                    | Nomineret |        |
| 2012 | Outstanding Makeup for a Single-Camera Series                              | Kelley Mitchell, Jennifer Greenberg, Melissa Buell, Tym Shutchai Buacharern, Paula Jane Hamilton and Darla Albright             | "Yes/No"                     | Nomineret |        |

## Golden Globe Awards
Glee vandt "Best Television Series - Musical or Comedy" på Hollywood Foreign Press Association's Golden Globe Awards i 2010 . Lea Michele, Jane Lynch og Matthew Morrison modtaget alle nomineringer i skuespilskategorierne. Showet blev nomineret til nøjagtig de samme priser som ved Golden Globe Awards i 2011, med en tilføjelse af en nominering til Chris Colfer for Best Supporting Actor, og Colfer og serien vandt begge. I 2012 blev det serien nomineret i seriekategorien, og vandt ikke.
| År   | Kategori                                                        | Nomineret                                  | Resultat  | Ref.   |
| ---- | --------------------------------------------------------------- | ------------------------------------------ | --------- | ------ |
| 2010 | Best Television Series – Musical or Comedy                      | Best Television Series – Musical or Comedy | Vundet    | [ 15 ] |
| 2010 | Best Actor – Television Series Musical or Comedy                | Matthew Morrison                           | Nomineret | [ 15 ] |
| 2010 | Best Actress – Television Series Musical or Comedy              | Lea Michele                                | Nomineret | [ 15 ] |
| 2010 | Best Supporting Actress – Series, Miniseries or Television Film | Jane Lynch                                 | Nomineret | [ 15 ] |
| 2011 | Best Television Series – Musical or Comedy                      | Best Television Series – Musical or Comedy | Vundet    | [ 16 ] |
| 2011 | Best Actor – Television Series Musical or Comedy                | Matthew Morrison                           | Nomineret | [ 16 ] |
| 2011 | Best Actress – Television Series Musical or Comedy              | Lea Michele                                | Nomineret | [ 16 ] |
| 2011 | Best Supporting Actress – Series, Miniseries or Television Film | Jane Lynch                                 | Vundet    | [ 16 ] |
| 2011 | Best Supporting Actor – Series, Miniseries or Television Film   | Chris Colfer                               | Vundet    | [ 16 ] |
| 2012 | Best Television Series – Musical or Comedy                      | Best Television Series – Musical or Comedy | Nomineret | [ 17 ] |

## People's Choice Awards
The People's Choice Awards anerkender de mennesker der arbejder for den folkelig kultur , og er stemt om i offentligheden. Glee vandt "Favorite New TV Comedy" prisen i 2010, og blev nomineret til tre priser i 2011.
| År   | Kategori                   | Nomineret              | Resultat  | Ref.   |
| ---- | -------------------------- | ---------------------- | --------- | ------ |
| 2010 | Favorite New TV Comedy     | Favorite New TV Comedy | Vundet    | [ 18 ] |
| 2011 | Favorite TV Comedy         | Favorite TV Comedy     | Vundet    | [ 19 ] |
| 2011 | Favorite TV Guest Star     | Britney Spears         | Nomineret | [ 19 ] |
| 2011 | Favorite TV Guest Star     | Neil Patrick Harris    | Nomineret | [ 19 ] |
| 2011 | Favorite TV Comedy Actor   | Matthew Morrison       | Nomineret | [ 19 ] |
| 2011 | Favorite TV Comedy Actress | Jane Lynch             | Nomineret | [ 19 ] |
| 2012 | Favorite TV Comedy         | Favorite TV Comedy     | Nomineret | [ 19 ] |
| 2012 | Favorite TV Actor Comedy   | Chris Colfer           | Nomineret | [ 19 ] |
| 2012 | Favorite TV Actor Comedy   | Cory Monteith          | Nomineret | [ 19 ] |
| 2012 | Favorite TV Actress Comedy | Jane Lynch             | Nomineret | [ 19 ] |
| 2012 | Favorite TV Actress Comedy | Lea Michele            | Vundet    | [ 19 ] |
| 2012 | Favorite TV Guest Star     | Gwyneth Paltrow        | Nomineret | [ 19 ] |
| 2012 | Favorite TV Guest Star     | Kristin Chenoweth      | Nomineret | [ 19 ] |
| 2013 | Favorite TV Comedy         |                        | Uafgjort  | [ 20 ] |
| 2013 | Favorite TV Actor Comedy   | Chris Colfer           | Uafgjort  | [ 20 ] |
| 2013 | Favorite TV Actress Comedy | Jane Lynch             | Uafgjort  | [ 20 ] |
| 2013 | Favorite TV Actress Comedy | Lea Michele            | Uafgjort  | [ 20 ] |
| 2013 | Favorite TV Fan Following  | Gleeks                 | Uafgjort  | [ 20 ] |

## Satellite Awards
The Satellite Awards, formerly known as the Golden Satellite Awards, are presented both for cinema and television. Glee has won five awards, including "Outstanding Guest Star" for special guest star Kristin Chenoweth.
| År   | Kategori                                      | Nomineret                                  | Resultat  | Ref.   |
| ---- | --------------------------------------------- | ------------------------------------------ | --------- | ------ |
| 2009 | Best Television Series – Musical or Comedy    | Best Television Series – Musical or Comedy | Vundet    | [ 21 ] |
| 2009 | Best Actress in a Musical or Comedy TV Series | Lea Michele                                | Vundet    | [ 21 ] |
| 2009 | Best Actor in a Musical or Comedy TV Series   | Matthew Morrison                           | Vundet    | [ 21 ] |
| 2009 | Best Supporting Actress                       | Jane Lynch                                 | Vundet    | [ 21 ] |
| 2009 | Best Supporting Actor                         | Chris Colfer                               | Nomineret | [ 21 ] |
| 2009 | Outstanding Guest Star                        | Kristin Chenoweth                          | Vundet    | [ 21 ] |
| 2010 | Best Television Series – Musical or Comedy    | Best Television Series – Musical or Comedy | Nomineret | [ 22 ] |
| 2010 | Best Actress in a Musical or Comedy TV Series | Lea Michele                                | Nomineret | [ 22 ] |
| 2010 | Best Actor in a Musical or Comedy TV Series   | Matthew Morrison                           | Nomineret | [ 22 ] |
| 2010 | Best Supporting Actress                       | Jane Lynch                                 | Nomineret | [ 22 ] |
| 2010 | Best Supporting Actor                         | Chris Colfer                               | Nomineret | [ 22 ] |

## Teen Choice Awards
Teen Choice Awards er stemt af teenagere. Glee blev nomineret til tre priser i 2009, tretten priser i 2010, og ni udmærkelser i 2011.
| År   | Kategori                        | Nomineret                  | Resultat  | Ref.   |
| ---- | ------------------------------- | -------------------------- | --------- | ------ |
| 2009 | Choice TV: Breakout Series      | Choice TV: Breakout Series | Nomineret | [ 23 ] |
| 2009 | Choice TV: Breakout Star Female | Lea Michele                | Nomineret | [ 23 ] |
| 2009 | Choice TV: Breakout Star Male   | Cory Monteith              | Nomineret | [ 23 ] |
| 2010 | Choice TV Show: Comedy          | Choice TV Show: Comedy     | Vundet    | [ 24 ] |
| 2010 | Choice TV Actor: Comedy         | Cory Monteith              | Nomineret | [ 25 ] |
| 2010 | Choice TV Actress: Comedy       | Lea Michele                | Nomineret | [ 25 ] |
| 2010 | Choice TV: Villain              | Jane Lynch                 | Nomineret | [ 25 ] |
| 2010 | Choice Music: Group             | Glee Cast                  | Nomineret | [ 25 ] |
| 2010 | Choice TV: Female Scene Stealer | Amber Riley                | Nomineret | [ 25 ] |
| 2010 | Choice TV: Male Scene Stealer   | Chris Colfer               | Vundet    | [ 24 ] |
| 2010 | Choice TV: Male Scene Stealer   | Matthew Morrison           | Nomineret | [ 25 ] |
| 2010 | Choice TV: Female Breakout Star | Dianna Agron               | Nomineret | [ 25 ] |
| 2010 | Choice TV: Male Breakout Star   | Mark Salling               | Nomineret | [ 25 ] |
| 2010 | Choice TV: Male Breakout Star   | Kevin McHale               | Nomineret | [ 25 ] |
| 2010 | Choice TV: Parental Unit        | Mike O'Malley              | Vundet    | [ 24 ] |
| 2010 | Most Fanatic Fans               | Most Fanatic Fans          | Nomineret | [ 25 ] |
| 2011 | Choice TV: Comedy               | Choice TV: Comedy          | Vundet    | [ 26 ] |
| 2011 | Choice TV: Actor Comedy         | Cory Monteith              | Vundet    | [ 26 ] |
| 2011 | Choice TV: Scene Stealer Male   | Mark Salling               | Nomineret | [ 27 ] |
| 2011 | Choice TV: Scene Stealer Male   | Chris Colfer               | Nomineret | [ 27 ] |
| 2011 | Choice TV: Scene Stealer Female | Dianna Agron               | Nomineret | [ 27 ] |
| 2011 | Choice TV: Scene Stealer Female | Amber Riley                | Nomineret | [ 27 ] |
| 2011 | Choice Music: Group             | Glee Cast                  | Nomineret | [ 27 ] |
| 2011 | Choice TV: Villain              | Jane Lynch                 | Nomineret | [ 27 ] |
| 2011 | Choice TV: Breakout Star        | Darren Criss               | Vundet    |        |
| 2012 | Choice TV: Comedy               | Choice TV: Comedy          | Vundet    |        |
| 2012 | Choice TV: Scene Stealer Female | Dianna Agron               | Nomineret |        |
| 2012 | Choice TV: Actor Comedy         | Chris Colfer               | Vundet    |        |
| 2012 | Choice TV: Actress Comedy       | Lea Michele                | Vundet    | [ 26 ] |

## Andre priser
| År   | Award                                      | Kategori                                                                                 | Nomineret                                                                           | Resultat  | Kilde  |
| ---- | ------------------------------------------ | ---------------------------------------------------------------------------------------- | ----------------------------------------------------------------------------------- | --------- | ------ |
| 2010 | ACE Eddie Awards                           | Best Edited One-Hour Series for Commercial Television                                    | Bradley Buecker, Doc Crotzer, Joe Leonard & John Roberts for "Journey to Regionals" | Nomineret | [ 28 ] |
| 2009 | AFI Awards                                 | Television Program of the Year                                                           | Glee                                                                                | Vundet    | [ 29 ] |
| 2010 | AFI Awards                                 | Television Program of the Year                                                           | Glee                                                                                | Vundet    | [ 30 ] |
| 2011 | ALMA Awards                                | Favorite TV Actress – Leading Role in a Comedy                                           | Naya Rivera                                                                         | Nomineret | [ 31 ] |
| 2011 | ALMA Awards                                | Female Music Artist                                                                      | Naya Rivera                                                                         | Vundet    | [ 32 ] |
| 2010 | American Music Awards                      | Soundtracks - Favorite Album                                                             | Glee: The Music, Volume 3 Showstoppers                                              | Vundet    | [ 33 ] |
| 2009 | Art Directors Guild Awards                 | Single Camera Television Series                                                          | Mark Hutman for "Pilot"                                                             | Nomineret | [ 34 ] |
| 2009 | Artios Awards                              | Television Pilot — Comedy                                                                | Robert J. Ulrich, Eric Dawson, Carol Kritzer and Jim Carnahan                       | Vundet    | [ 35 ] |
| 2010 | BAFTA Awards                               | YouTube Audience Award                                                                   | Glee                                                                                | Nomineret | [ 36 ] |
| 2011 | BAFTA Awards                               | International TV Show                                                                    | Glee                                                                                | Nomineret | [ 37 ] |
| 2011 | Brit Awards                                | International Breakthrough Act                                                           | Glee                                                                                | Nomineret | [ 38 ] |
| 2010 | CDG Awards                                 | Outstanding Contemporary Television Series                                               | Lou Eyrich                                                                          | Vundet    | [ 39 ] |
| 2011 | CDG Awards                                 | Outstanding Contemporary Television Series                                               | Lou Eyrich                                                                          | Vundet    | [ 40 ] |
| 2012 | CDG Awards                                 | Outstanding Contemporary Television Series                                               | Lou Eyrich og Jennifer Eve                                                          | Uafgjort  | [ 41 ] |
| 2009 | Cinema Audio Society Awards                | Outstanding Achievement in Sound Mixing for a Television Series                          | Phillip W. Palmer , Joseph H. Earle Jr. og Doug Andham for "Wheels"                 | Nomineret | [ 42 ] |
| 2010 | Cinema Audio Society Awards                | Outstanding Achievement in Sound Mixing for a Television Series                          | Phillip W. Palmer Joseph H. Earle Jr. og Doug Andham for "The Power of Madonna"     | Nomineret | [ 43 ] |
| 2011 | The Comedy Awards                          | Comedy Actress – TV                                                                      | Jane Lynch                                                                          | Nomineret | [ 44 ] |
| 2011 | Critics' Choice Television Awards          | Best Comedy Series                                                                       | Glee                                                                                | Nomineret | [ 45 ] |
| 2011 | Critics' Choice Television Awards          | Best Supporting Actress in a Comedy Series                                               | Jane Lynch                                                                          | Nomineret | [ 45 ] |
| 2009 | Directors Guild of America Awards          | Outstanding Directing – Comedy Series                                                    | Paris Barclay for "Wheels"                                                          | Nomineret | [ 46 ] |
| 2009 | Directors Guild of America Awards          | Outstanding Directing – Comedy Series                                                    | Ryan Murphy for "Pilot"                                                             | Nomineret | [ 46 ] |
| 2010 | Directors Guild of America Awards          | Outstanding Directing – Comedy Series                                                    | Ryan Murphy for "The Power of Madonna"                                              | Nomineret | [ 47 ] |
| 2009 | Diversity Awards                           | Favorite New Television Cast Ensemble                                                    | Glee                                                                                | Vundet    | [ 48 ] |
| 2010 | Do Something Awards                        | Do Something TV Show                                                                     | Glee                                                                                | Vundet    | [ 49 ] |
| 2011 | Do Something Awards                        | Do Something TV Show                                                                     | Glee                                                                                | Vundet    | [ 50 ] |
| 2010 | GLAAD Media Awards                         | Outstanding Comedy Series                                                                | Glee                                                                                | Vundet    | [ 51 ] |
| 2011 | GLAAD Media Awards                         | Outstanding Comedy Series                                                                | Glee                                                                                | Vundet    | [ 52 ] |
| 2012 | GLAAD Media Awards                         | Outstanding Comedy Series                                                                | Glee                                                                                | Nomineret | [ 53 ] |
| 2012 | GLAAD Media Awards                         | Outstanding Reality Program                                                              | The Glee Project                                                                    | Nomineret | [ 53 ] |
| 2010 | Golden Reel Awards                         | Best Sound Editing: Short Form Music in Television                                       | David Klotz for "Pilot"                                                             | Vundet    | [ 54 ] |
| 2011 | Golden Reel Awards                         | Best Sound Editing: Short Form Musical in Television                                     | David Klotz for "The Power of Madonna"                                              | Vundet    | [ 55 ] |
| 2012 | Golden Reel Awards                         | Best Sound Editing: Short Form Musical in Television                                     | David Klotz for "The First Time"                                                    | Uafgjort  | [ 56 ] |
| 2011 | Grammy Awards                              | Best Pop Performance by a Duo or Group with Vocals                                       | "Don't Stop Believin' (Regionals Version)"                                          | Nomineret | [ 57 ] |
| 2011 | Grammy Awards                              | Best Compilation Soundtrack Album for a Motion Picture, Television or Other Visual Media | Glee: The Music, Volume 1                                                           | Uafgjort  | [ 57 ] |
| 2012 | Grammy Awards                              | Best Compilation Soundtrack for Visual Media                                             | Glee: The Music, Volume 4                                                           | Nomineret | [ 58 ] |
| 2009 | Hollywood Music in Media Awards            | Outstanding Musical Supervision — TV                                                     | PJ Bloom                                                                            | Vundet    | [ 59 ] |
| 2010 | HPA Awards                                 | Outstanding Editing - Television                                                         | Joe Leonard for "The Power of Madonna"                                              | Nomineret | [ 60 ] |
| 2010 | HPA Awards                                 | Outstanding Editing - Television                                                         | Doc Crotzer for "Dream On"                                                          | Nomineret | [ 60 ] |
| 2010 | HPA Awards                                 | Outstanding Editing - Television                                                         | Bradley Buecker for "Journey to Regionals"                                          | Nomineret | [ 60 ] |
| 2010 | HPA Awards                                 | Outstanding Sound - Television                                                           | John Benson for "Preggers"                                                          | Nomineret | [ 60 ] |
| 2010 | Imagen Awards                              | Best Supporting Actress/Television                                                       | Naya Rivera                                                                         | Nomineret | [ 61 ] |
| 2010 | Just for Laughs Awards                     | Comedy Writer of the Year                                                                | Ian Brennan, Brad Falchuk, Ryan Murphy                                              | Vundet    | [ 62 ] |
| 2010 | Media Access Awards                        | CSA Award                                                                                | Robert J. Ulrich, Eric Dawson, Carol Kritzer                                        | Vundet    | [ 63 ] |
| 2010 | NAACP Image Awards                         | Outstanding Comedy Series                                                                | Glee                                                                                | Nomineret | [ 64 ] |
| 2011 | NAACP Image Awards                         | Outstanding Comedy Series                                                                | Glee                                                                                | Nomineret | [ 65 ] |
| 2011 | NAACP Image Awards                         | Outstanding Supporting Actress in a Comedy Series                                        | Amber Riley                                                                         | Nomineret | [ 65 ] |
| 2012 | NAACP Image Awards                         | Outstanding Supporting Actress in a Comedy Series                                        | Amber Riley                                                                         | Uafgjort  | [ 66 ] |
| 2011 | National Television Awards                 | Digital Choice                                                                           | Glee                                                                                | Nomineret | [ 67 ] |
| 2010 | Nickelodeon Australian Kids' Choice Awards | Fave International Band                                                                  | Glee                                                                                | Nomineret | [ 68 ] |
| 2010 | Nickelodeon Australian Kids' Choice Awards | Fave TV Show                                                                             | Glee                                                                                | Nomineret | [ 68 ] |
| 2009 | Peabody Awards                             | —                                                                                        | Glee                                                                                | Vundet    | [ 69 ] |
| 2011 | PGA Awards                                 | The Danny Thomas Award for Outstanding Producer of Episodic Television – Comedy          | Ian Brennan, Dante Di Loreto, Brad Falchuk, Ryan Murphy, Kenneth Silverstein        | Nomineret | [ 70 ] |
| 2012 | PGA Awards                                 | The Danny Thomas Award for Outstanding Producer of Episodic Television – Comedy          | Ian Brennan, Dante Di Loreto, Brad Falchuk, Ryan Murphy, Kenneth Silverstein        | Nomineret | [ 71 ] |
| 2010 | PRISM Awards                               | Comedy Series                                                                            | "Vitamin D"                                                                         | Nomineret | [ 72 ] |
| 2010 | SAG Awards                                 | Outstanding Performance by an Ensemble in a Comedy Series                                | See below                                                                           | Vundet    | [ 73 ] |
| 2011 | SAG Awards                                 | Outstanding Performance by a Male Actor in a Comedy Series                               | Chris Colfer                                                                        | Nomineret | [ 74 ] |
| 2011 | SAG Awards                                 | Outstanding Performance by a Female Actor in a Comedy Series                             | Jane Lynch                                                                          | Nomineret | [ 74 ] |
| 2011 | SAG Awards                                 | Outstanding Performance by an Ensemble in a Comedy Series                                | See below                                                                           | Nomineret | [ 74 ] |
| 2012 | SAG Awards                                 | Outstanding Performance by an Ensemble in a Comedy Series                                | See below                                                                           | Nomineret | [ 75 ] |
| 2012 | SOC Lifetime Achievement Awards            | Television Camera Operator of the Year                                                   | Andrew Mitchell                                                                     | Uafgjort  | [ 76 ] |
| 2010 | TCA Awards                                 | Outstanding New Program                                                                  | Glee                                                                                | Vundet    | [ 77 ] |
| 2010 | TCA Awards                                 | Outstanding Achievement in Comedy                                                        | Glee                                                                                | Nomineret | [ 77 ] |
| 2010 | TCA Awards                                 | Program of the Year                                                                      | Glee                                                                                | Vundet    | [ 77 ] |
| 2010 | TCA Awards                                 | Individual Achievement in Comedy                                                         | Jane Lynch                                                                          | Vundet    | [ 77 ] |
| 2010 | Television Academy Honors                  | Television With a Conscience                                                             | "Wheels"                                                                            | Vundet    | [ 78 ] |
| 2010 | TV Choice Awards                           | Best New Drama                                                                           | Glee                                                                                | Vundet    | [ 79 ] |
| 2010 | TV Land Awards                             | Future Classic                                                                           | Glee                                                                                | Vundet    | [ 80 ] |
| 2010 | Women's Image Network (WIN) Awards         | Outstanding Television Produced by a Woman                                               | Alexis Martin Woodall                                                               | Vundet    | [ 81 ] |
| 2010 | Women's Image Network (WIN) Awards         | Comedy Series                                                                            | Glee                                                                                | Nomineret | [ 82 ] |
| 2010 | Women's Image Network (WIN) Awards         | Actress Comedy Series                                                                    | Jane Lynch                                                                          | Nomineret | [ 82 ] |
| 2010 | Writers Guild of America Awards            | Comedy Series                                                                            | Ian Brennan, Brad Falchuk, Ryan Murphy                                              | Nomineret | [ 83 ] |
| 2010 | Writers Guild of America Awards            | New Series                                                                               | Ian Brennan, Brad Falchuk, Ryan Murphy                                              | Nomineret | [ 83 ] |
| 2011 | Writers Guild of America Awards            | Comedy Series                                                                            | Ian Brennan, Brad Falchuk, Ryan Murphy                                              | Nomineret | [ 84 ] |
| 2012 | Kids' Choice Awards Argentina 2012         | International TV Program                                                                 | Glee                                                                                | Uafgjort  | [ 85 ] |